# 兵承育
兵承育（1998年12月13日—），臺灣演員，童星出身，幼年時期以演出《親戚不計較》的「阿強」一角聞名，之後陸續參與戲劇演出，畢業於新北市立泰山高級中學。

## 演出作品

### 電視劇
| 年 度  | 播出頻道   | 劇 名                            | 飾 演                 |
| ------ | ---------- | -------------------------------- | --------------------- |
| 1999年 | 台視       | 台灣廖添丁                       | 阿仁                  |
| 2000年 | 民視       | 親戚不計較（EP157登場）          | 吳鄧強/吳自強（阿強） |
| 2005年 | 三立台灣台 | 戲說台灣 藥人傳說                | 陳良                  |
| 2006年 | 民視       | 藍色水玲瓏 錢鬼                  | 小龍                  |
| 2006年 | 民視       | 藍色水玲瓏 神秘記事簿系列-血竹子 | 曹山河                |
| 2006年 | 華視       | 寶島少女成功記                   | 小球                  |
| 2006年 | 三立台灣台 | 戲說台灣 地藏王渡夜叉女          | 正德                  |
| 2007年 | 三立台灣台 | 戲說台灣 滬尾豬哥石              | 陳萬全                |
| 2007年 | 三立台灣台 | 戲說台灣 蟾蜍配鳳凰              | 小慶中                |
| 2007年 | 三立台灣台 | 戲說台灣 傀儡告陰狀              | 天賜／家寶／傀儡囝仔  |
| 2010   | 民視       | 新兵日記                         | 羅剛（童年）          |
| 2010   | 台視       | 偷心大聖PS男 客串                | 夏和杰（童年）        |
| 2010   | 中視       | 妻子們的戰爭                     | 梅人博                |
| 2012   | 三立台灣台 | 阿爸的願望                       | 吳明昇（少年）        |
| 2012   | 三立台灣台 | 戲說台灣-三太子疼憨人            | 凹鼻仙童              |
| 2012   | 三立台灣台 | 戲說台灣 五鬼弄金獅              | 半塊                  |
| 2012   | 大愛       | 阿爸的願望                       | 李彝邦（童年）        |
| 2012   | 大愛       | 生命的樂章                       | 楊勝傑（童年）        |
| 2012   | 大愛       | 聽見愛                           | 謝佳宏（童年）        |
| 2012   | 大愛       | 愛的微光                         | 洪慶雲                |
| 2013   | 壹綜合     | 幸福蒲公英                       | 李英雄                |
| 2013   | 三立台灣台 | 世間情                           | 小強                  |
| 2014   | 三立台灣台 | 阿母                             | 邱志龍（少年）        |
| 2014   | 台視       | 雨後驕陽                         | 王天寶（少年）        |
| 2014   | 大愛       | 幸福魔法師                       | 林振聲（少年）        |
| 2015   | 台視       | 春梅                             | 莊和泰（幼年）        |
| 2017年 | 三立台灣台 | 戲說台灣 尊王公借寿              | 许万福                |

## 外部連結
- 兵承育KennyBing的Facebook專頁